# Chark
Chark (pers. خارک) – miasto w Iranie, w ostanie Buszehr, na wyspie Chark. W 2006 roku miasto liczyło 11 798 mieszkańców w 1963 rodzinach.